# NGC 142
NGC 142 je galaksija u zviježđu Kit.

## Vanjske poveznice
- SEDS: NGC 0142